# Alain Braconnier
Pour les articles homonymes, voir Braconnier.
Alain Braconnier est un médecin psychiatre et psychanalyste français né au Perreux-sur-Marne le 21 octobre 1942, spécialiste de l'enfant et de l'adolescent.

## Biographie
Le psychiatre et psychanalyste Alain Braconnier est consultant au CHU de la Pitié-Salpêtrière après avoir été directeur de l’Association de santé mentale du 13e arrondissement de Paris et chef de service de la consultation pour adolescents du Centre Philippe Paumelle.
Il  publie de nombreux articles en lien avec ses activités et regroupés sur le portail Cairn.

## Publications

### Ouvrages
- Les Bleus de l'âme, Paris, Calmann Lévy, 1995, 192 p.  (ISBN 2-7021-2437-2)
- Le sexe des émotions, Paris, Odile Jacob, 1996,  (ISBN 978-2-7381-0913-2)
- Petit ou grand anxieux, Paris, Odile Jacob, 2004, 384 p.  (ISBN 2-7381-1424-5)
- Mère et fils, Paris, Odile Jacob, 2005, 328 p.  (ISBN 2-7381-1569-1)
- Les filles et les pères, Paris, Odile Jacob, 2008, 288 p.  (ISBN 978-2-7381-1887-5)
- Protéger son soi pour vivre pleinement, Paris, Odile Jacob, 2010, 302 p.  (ISBN 978-2-7381-2418-0)
- Optimiste, Paris, Odile Jacob, 2013, 298 p.  (ISBN 978-2-7381-3060-0)
- Le meilleur thérapeute c’est vous, Paris, Odile Jacob, 2023, 224 p.  (ISBN 978-2-4150-0614-3)

### Publications en collaboration et en revues
- Psychanalyse et psychothérapie, Daniel Widlöcher (éd), Coauteurs : Marilia Aisenstein - Christine Anzieu-Premmereur - Bernard Brusset - Raymond Cahn - Serge Frisch - Bernard Golse - Roland Gori - Bertrand Hanin - Christian Hoffmann - Christian Lachal - Jean Laplanche - Sylvain Missonnier - Marie Rose Moro - Roger Perron - René Roussillon - Jacques Sédat, F-31520 Ramonville, érès, 2008, Le Carnet psy (dir. Manuelle Missonnier),  (ISBN 978-2-7492-0854-1).
- Alain Braconnier, « Crise de la transmission ? », Adolescence, 2017/2 (T. 35 n°2), p. 261-268. DOI : 10.3917/ado.100.0261. [lire en ligne]